# 楚科奇-堪察加语系
楚科奇－堪察加語系，又名羅拉維特蘭語系(Luorawetlan)，是古西伯利亞語言的其中一種，通行於東北西伯利亞。雖然古西伯利亞語言本身的成員未必有關連，但楚科奇－堪察加語族之內的語言都有親屬關係。

## 分類支系
本語語系起自原始楚科奇與堪察加語，分南北兩語族，其下又分語支。總其成員有五種語言，分別如下：
- 北楚科奇－堪察加语(楚科奇語系)
  - 楚科奇語支
    - 楚科奇語（Chukot）(ckt)，亦稱為羅拉維特蘭語。

  - 科里亞克-阿留特語支(Koryak-Alyutor)
    - 科里亚克语（Koryak）（kpy）。
    - 阿留特語（alr），過去被認為是科里亚克语的一種方言，但現時被認為是一種不同的語言。
    - 克列克語（krk），過去被認為是楚科奇語的一種方言，但現時被認為是一種不同的語言。這語言在1997年尚有兩名能說這種語言的長者，但現時相信已經離世，使這種語言消亡。他們的後人及族人都已改說楚科奇語。
- 南楚科奇－堪察加语(堪察加語系)
  - 伊捷爾緬語（亦稱為西堪察加語）(itl)，在1991年，只有少於100人的語言人口，大多數都是長者。
  - 東堪察加語（亦稱為北堪察加語）(滅)
  - 南堪察加語 (滅)

黑龙江省民族研究所学者张松等認定東夷人亦操此種語言。